# Stazione di Saint-Quentin-en-Yvelines - Montigny-le-Bretonneux
La stazione di Saint-Quentin-en-Yvelines - Montigny-le-Bretonneux (in francese Gare de Saint-Quentin-en-Yvelines - Montigny-le-Bretonneux) è una stazione ferroviaria situata nel comune di Montigny-le-Bretonneux, Francia.